# 山田勉 (アナリスト)
山田 勉（やまだ つとむ）は、auカブコム証券のマーケットアナリスト。スキンヘッドがトレードマーク。
1990年、同志社大学法学部卒業。和光証券にてディーラー、マーケットメイカー、マーケットアナリストとして十数年活動した後、2004年5月、カブドットコム証券(現・auカブコム証券)に入社。同社投資情報室長。
『モーニングサテライト』『オープニングベル』（テレビ東京系）、『マーケットウィナーズ』（BSジャパン）、『まーけっとNavi&ニュース』（日テレNEWS24）などにも出演。

## 著書
- 『世界一シンプルな投資戦略』（ダイヤモンド社）

など。